# Linnaemya laevigatus
Linnaemya laevigatus là một loài ruồi trong họ Tachinidae.